# Ruth H. Shimer
Pour les articles homonymes, voir Shimer.
Ruth H. Shimer, née le 21 janvier 1924 à Chicago, dans l'État de l'Illinois, et morte le 13 août 2014 à Hollister, en Californie, est une femme de lettres américaine, auteure de roman policier. 

## Biographie
Issue d'un milieu modeste, elle se révèle douée pour l'histoire et les arts. Encouragée à poursuivre des études supérieures, elle s'inscrit à l'université de Chicago, où elle obtient en 1946 un diplôme en histoire médiévale. 
Après son mariage en 1948, elle s'installe avec son époux sur l'île Unga, en Alaska, où elle est la seule institutrice de l'école du lieu pendant l'année scolaire 1950-1951. Elle enseigne ensuite à Bellevue, dans l'État de Washington, puis réside successivement en Ohio, au Michigan et dans plusieurs villes de Californie, avant de s'installer en 1992 à Hollister, où elle meurt le 13 août 2014.
En 1972, elle publie Squaw Point pour lequel elle est lauréate du prix Edgar-Allan-Poe 1973 du meilleur premier roman.

## Œuvre

### Romans
- Squaw Point (1972)
- The Correspondent (1974)
- The Cricket Cage (1975)

## Prix et distinctions

### Prix
- Prix Edgar-Allan-Poe 1973 du meilleur premier roman pour Squaw Point[1]